# Districtul Bytča

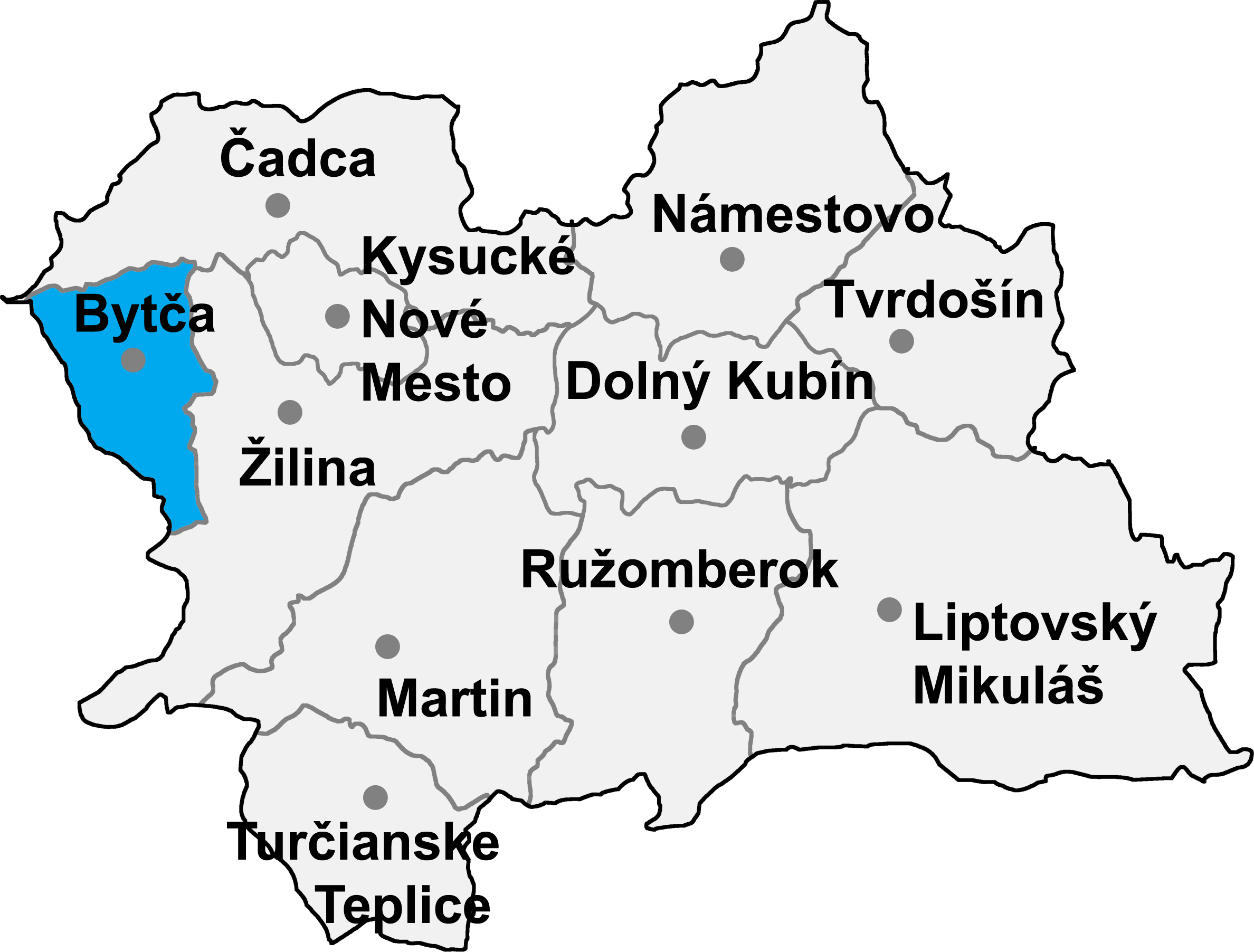
Districtul Bytča

Districtul Bytča (okres Bytča) este un district în Slovacia centrală, în Regiunea Žilina. 

## Demografie
| An:                | 1994   | 2004   | 2014   | 2024   |
| ------------------ | ------ | ------ | ------ | ------ |
| Număr de persoane: | 30.159 | 30.879 | 30.682 | 31.444 |
| Diferență:         |        | +2,38% | −0,63% | +2,48% |

| An:                | 2023   | 2024   |
| ------------------ | ------ | ------ |
| Număr de persoane: | 31.308 | 31.444 |
| Diferență:         |        | +0,43% |

## Comune
Populația conform 2005:
- Bytča (11,506)
- Hlboké nad Váhom (915)
- Hvozdnica (1139)
- Jablonové (864)
- Kolárovice (1890)
- Kotešová (1895)
- Maršová-Rašov (780)
- Petrovice (1472)
- Predmier (1350)
- Súľov-Hradná (929)
- Štiavnik (4097)
- Veľké Rovné (4042)